# 小行星6917
小行星6917（英語：6917）是一颗围绕太阳公转的小行星。1993年3月29日，大友哲在藤枝市发现了此天体。
这颗小行星的绝对星等为19.81790105975483等。